# ایان تورپ
ایان تورپ (به انگلیسی: Ian Thorpe) (زادهٔ ۱۳ اکتبر ۱۹۸۲ در سیدنی) از پرافتخارترین شناگران جهان است. وی با داشتن پنج مدال طلا در مسابقات شنا در بازیهای المپیک تنها ورزشکار استرالیایی است که توانسته این تعداد مدال طلای المپیک را نصیب خود کند. وی در شنای ۲۰۰ متر آزاد و ۴۰۰ متر آزاد بیشترین افتخارات را کسب کرده‌است. این شناگر پرآوازه، توانسته ۲۲ بار رکوردهای رشتهٔ شنا را بشکند.
ایان تورپ تاکنون ۱۱ مدل طلا را در مسابقات قهرمانی جهان و المپیک به‌دست آورده‌است. وی توانست تنها در سال ۲۰۰۱ شش قهرمانی جهان را ازآنِ خود کند. اوج موفقیت ایان تورپ در بازیهای المپیک ۲۰۰۰ سیدنی بود. وی در این مسابقات سه مدال طلا و دو نقره را کسب کرد.
ایان تورپ در ۱۳ اکتبر ۱۹۸۲ در سیدنی استرالیا به‌دنیا آمد. محبوبیت وی به شنا ختم نمی‌شود و وی یکی از چهره‌های محبوب برای تبلیغات تلویزیونی است. به‌دلیل نشان دادن عکس‌های وی در مجلات همجنسگرایان، این شایعه همواره وجود داشت که وی همجنسگراست، اما او مدام این ادعا را تکذیب می‌کرد. تا اینکه در سال ۲۰۱۴ و در مصاحبه‌ای با مایکل پارکینسون اعلام کرد که همجنس‌گراست. آسیب‌دیدگی‌های پیاپی باعث شد تا بعد از المپیک آتن حضور کمرنگ‌تری در مسابقات جهانی داشته‌باشد. وی در سال ۲۰۰۶ اعلام بازنشستگی کرد. بااین‌حال، تلاش‌های ناموفقی برای آماده‌سازی خود برای شرکت در المپیک ۲۰۰۸ پکن و المپیک ۲۰۱۲ لندن انجام داد. تورپ مدتی درگیر مشکلاتی مانند افسردگی و اعتیاد به الکل بود. ایان تورپ با نام‌های تورپی و تورپیدو (به‌معنای اژدر) نیز شناخته می‌شود.